# 季哈亚河 (滨海边疆区)
季哈亚河（俄语：Река Тихая）原稱节亮子河（俄语：Река Телянза），是俄羅斯滨海边疆区河流，源起蓝岭东南，长54公里，流域面积777平方公里，注入锡涅戈尔卡河。落差207米，河宽18至25米，深0.7至1.4米，河水灌溉稻田。1972年更为现名。支流有别列佐夫卡河、布扬科夫河和新三一河。

## 引用
1. ↑  А·П·穆拉诺夫. . 列宁格勒: 气象出版社. 1966 （俄语）.
2. ↑  . 列宁格勒: 气象出版社 （俄语）.
3. ↑  Т·А·基谢尔科瓦娅. . 列宁格勒: 气象出版社. 1977 （俄语）.
4. ↑   (PDF). www.vladcity.com. （原始内容 (PDF)存档于2011-07-17）.